# Kirche Dreihausen (Ebsdorfergrund)

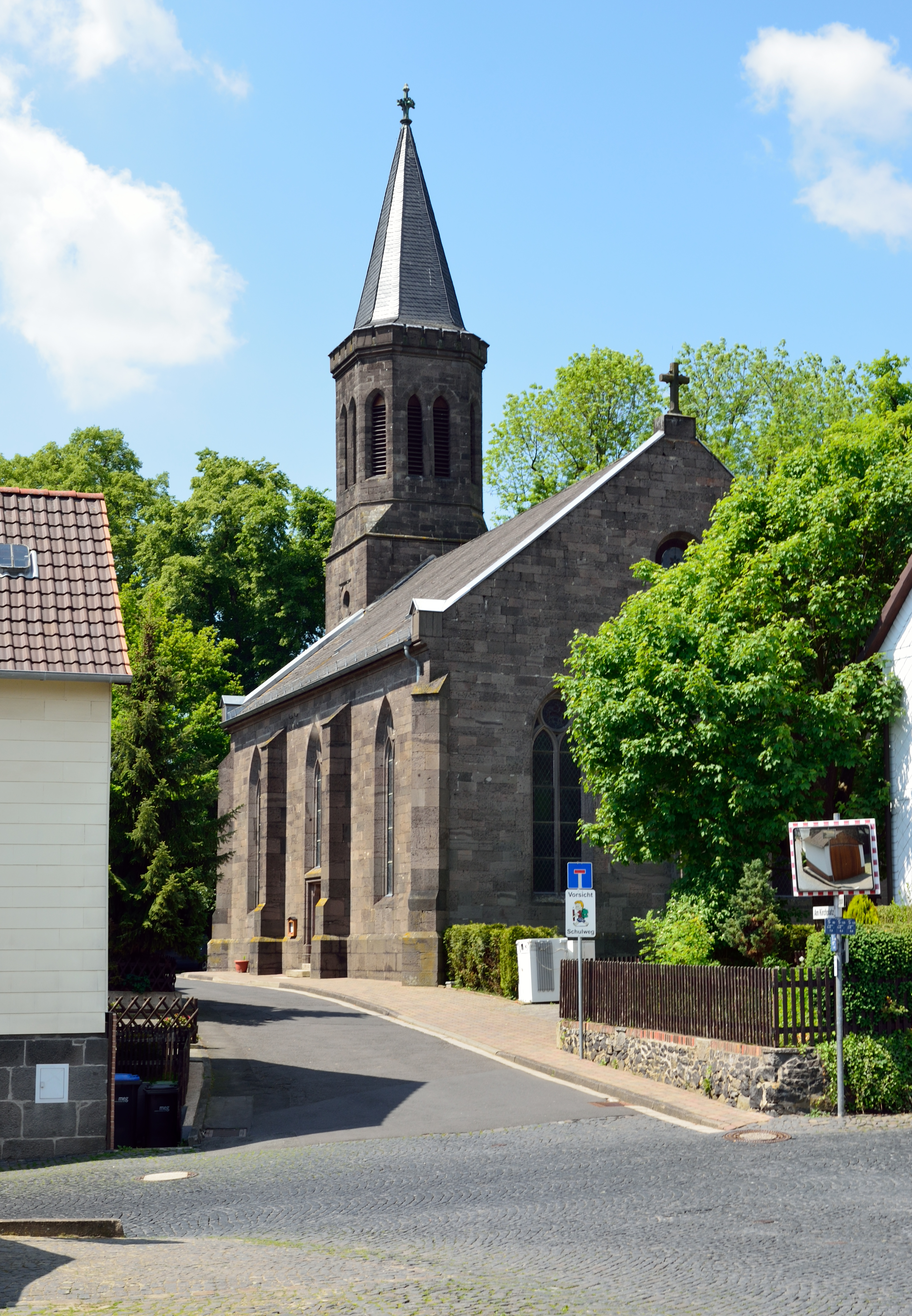
Kirche Dreihausen

Die Evangelische Kirche Dreihausen ist ein denkmalgeschütztes Kirchengebäude, das in  Dreihausen steht, einem Ortsteil der Gemeinde Ebsdorfergrund im Landkreis Marburg-Biedenkopf (Hessen). Die Kirche gehört zur Kirchengemeinde Dreihausen-Heskem im Kirchenkreis Marburg im Sprengel Marburg der Evangelischen Kirche von Kurhessen-Waldeck.

## Geschichte
Ab dem Jahrgang 1630 liegen Kastenrechnungen für den Vorgängerbau der heutigen Kirche vor, u. a. für die Kirchenglocke und die Turmuhr. Sie stand etwa an der  gleicher Stelle, war aber deutlich kleiner und hatte vermutlich nur einen Dachreiter. Vom damals dokumentierten Inventar sind zwei Weinkannen von 1728 und eine Flasche für Messwein von 1739 bis heute erhalten. Die alte Kirche erwies sich aber  im Laufe der Zeit als zu klein, um alle Gläubige aufzunehmen. Vor allem aber zeigte sie so deutliche Baumängel, dass bereits 1842 von Einsturzgefahr gesprochen wurde. 1851 erhielt das Landratsamt die Anweisung, die Kirche abzubrechen. Im Juli 1855 wurde der Grundstein für eine neue Kirche gelegt, die im Oktober 1857 eingeweiht wurde. Baumeister war Heinrich Ludwig Regenbogen.

## Beschreibung
Die neugotische Saalkirche wurde aus Londorfer Basaltlava gebaut. Hinter den Klangarkaden im eingezogenen obersten Geschoss des Kirchturms, das mit einer Zinne versehen ist, befindet sich der Glockenstuhl. Die Kirchenglocken wurden sowohl im Ersten wie auch im Zweiten Weltkrieg eingeschmolzen. Drei Glocken wurden erst 1951 ersetzt, die vierte kam 1982 hinzu. Bedeckt ist der Turm mit einem spitzen schiefergedeckten Helm. Die Wände des Kirchenschiffs werden von Strebepfeilern gestützt. Dazwischen befinden sich Maßwerkfenster. 
Infolge großer Bauschäden wurde eine Renovierung der Kirche ab 1910 notwendig. Hierbei wurde der Altarbereich verändert, indem der Pfarrstand unterhalb der zentral über dem Altar stehenden Kanzel verkleinert wurde, damit die 1906 angeschafften Buntglasfenster an der Wand des Chors besser zur Geltung kommen. 1938 entstanden im Zuge eines neuen Innenanstriches die Bilder der vier Evangelisten von Friedrich Wilhelm Bogler am Kanzelkorb. 
Der Innenraum hat an drei Seiten Emporen, auf der im Westen steht die Orgel. Sie hat 15 Register, zwei Manuale und ein Pedal und wurde 1857 von Peter Dickel gebaut, 1954 von „E. F. Walcker & Cie.“ umgebaut und 1982 von Gerald Woehl restauriert.